# Erik Ohlsson (Sportschütze)
Per Erik Fabian „Pågen“ Ohlsson (* 20. November 1884 in Malmö; † 19. September 1980 ebenda) war ein schwedischer Sportschütze.

## Leben
Erik Ohlsson nahm an drei Olympischen Spielen teil. 1908 schloss er in London den Dreistellungskampf mit dem Freien Gewehr auf dem 28. Rang sowie den Wettkampf mit dem Freien Gewehr über die 1000-Yards-Distanz mit dem 43. Platz ab. Vier Jahre darauf kam er in Stockholm mit dem Armeegewehr in der Einzelkonkurrenz nicht über den 28. Platz in beliebiger Position und den 21. Platz im Dreistellungskampf hinaus. Bei den Olympischen Spielen 1920 in Antwerpen wurde er im liegenden Anschlag mit dem Armeegewehr Achter. Im Mannschaftswettbewerb belegte er mit Erik Blomqvist, Mauritz Eriksson, Hugo Johansson und Gustaf Adolf Jonsson hinter der US-amerikanischen und der südafrikanischen Mannschaft den Bronzerang. Dabei war er mit 57 Punkten der viertbeste Schütze der Schweden. In der Einzelkonkurrenz mit dem Kleinkalibergewehr verpasste er mit 381 Punkten eine vordere Platzierung, während er mit der Mannschaft hinter den US-Amerikanern und vor den Norwegern den zweiten Platz belegte und somit die Silbermedaille gewann. Mit 381 Punkten war er der zweitbeste Schütze der Mannschaft, zu der neben Ohlsson noch Ragnar Stare, Sigvard Hultcrantz, Leonard Lagerlöf und Oscar Eriksson gehörten.
1927 in Mailand und 1928 in Loosduinen wurde Ohlsson mit dem Freien Gewehr im Mannschaftswettbewerb des Dreistellungskampfes Vizeweltmeister. 1929 belegte er in Stockholm mit der Mannschaft den dritten Rang.